# Waldzustandsinventur
Als Waldzustandsinventur (WZI) wird in Österreich die regelmäßige und bundesweit angelegte Erhebung des durchschnittlichen Waldzustandes auf 2.300 Probeflächen bezeichnet. Durch diese streng periodische Zeitreihe forstkundlicher Kontrollmessungen ließen sich bald einige Entwicklungstrends im früher befürchteten Waldsterben und die Wirkung von Gegenmaßnahmen erkennen.
Nach vorangehenden, seit 1961 in mehrjährigem Zeitabstand durchgeführten Forstinventuren startete die Forstliche Bundesversuchsanstalt (Wien) die WZI-Beobachtungen um 1980 und hat sie seither jährlich an denselben Probebäumen wiederholt, sodass schon nach wenigen Jahren verlässliche Entwicklungstrends deutlich wurden (z. B. Erholung durch Abnahme des sauren Regens, aber Zunahme von Windwurf wegen häufiger gewordener Stürme).
Die 2300 Probeflächen sind in einem regelmäßigen Raster von etwa 10 km über ganz Österreich angelegt; auf jeder Probefläche wurden zunächst geologische, forst- und bodenkundliche Daten erhoben und dann – im jährlichen Rhythmus – die Vitalität von jeweils etwa 30 Bäumen in einem definierten Umkreis festgestellt. Hauptindikator ist der Zustand der Baumkronen („Kronenzustand“) mit besonderem Augenmerk auf die sogenannte Kronenverlichtung.
Die Erfahrungen aus der WZI zeigten um 1990, dass ein so dichter Raster der Probeflächen weniger bringt als die Erfassung weiterer vegetations- und bodenkundlichen Parameter, der Forstpathologie und der Immissionen. Daher wurde im Rahmen des nunmehrigen Waldschaden-Beobachtungssystems (WBS) die Zahl der Probeflächen auf rund 550 und der Probebäume auf 7000 reduziert, die Zahl der jeweils erfassten Parameter aber wesentlich erhöht.